# 田中黑粉菌
田中黑粉菌（学名：Ustilago tanakae）是属于黑粉菌目黑粉菌科黑粉菌属的一种真菌，寄生在狗尾草属植物上。该种分布于中国、日本。